# Скотт Бэккер, Ричард
Ричард Скотт Бэккер (англ. Richard Scott Bakker; родился 2 февраля 1967, Симкоу, Онтарио, Канада) — канадский писатель-фантаст, работающий в жанре «тёмное фэнтези».

## Биография
Ричард Скотт Бэккер родился 2 февраля 1967 года в городе Симкоу в Канаде (провинция Онтарио). Он окончил Университет Западного Онтарио, где изучал английский язык и литературу, потом двухлетнюю магистратуру по теории и критике. В 2000 году Скотт Бэккер защитил докторскую диссертацию в Университете Вандербилта. Он живёт в канадском городе Лондон, у него есть жена и дочь. 
Литература изначально была для Скотта Бэккера увлечением, помогавшим отдохнуть от науки, но книгу «Тьма, Что Была Прежде» он смог продать издательству Penguin, и она была издана в 2004 году. Позже Скотт Бэккер стал профессиональным писателем. При этом он продолжает философские изыскания.

## Произведения
Цикл «Второй Апокалипсис»
Подцикл «Принц Пустоты»
- «Тьма, Что была Прежде» (2004)
- «Воин-Пророк» (2005)
- «Тысячекратная Мысль» (2006)

Подцикл «Аспект-Император»
- «Око Судии» (2009)
- «Воин Доброй Удачи» (2011)
- «Великая Ордалия» (2016)[5]
- «Нечестивый Консульт» (2017)[6]